# IEEE 영예상

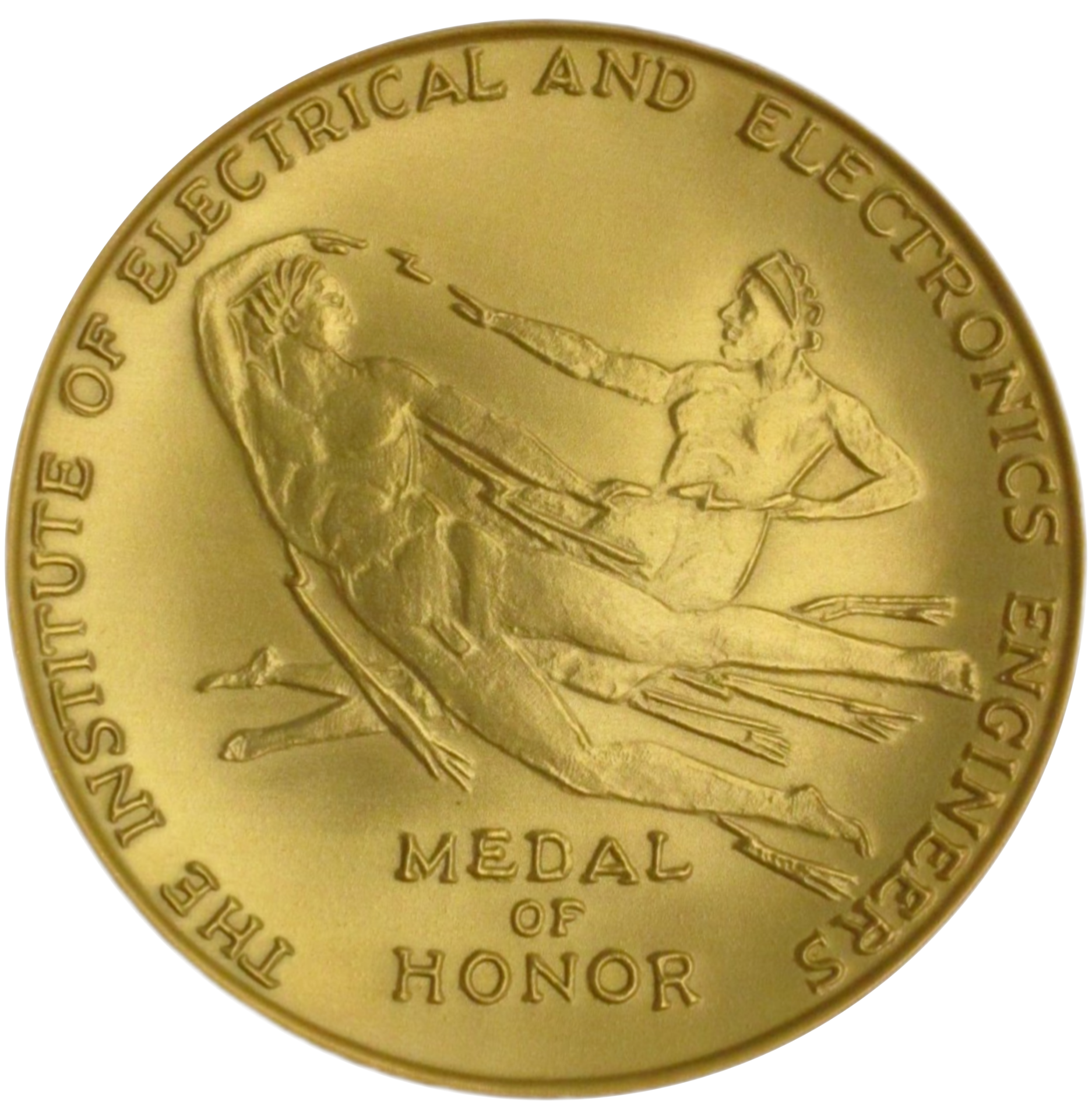

IEEE 영예상 또는 IEEE 메달 오브 아너(Medal of Honor)는 전기전자공학자협회(IEEE)가 수여하는 최고의 상이다. 이 상은 1917년부터 수여되어 왔으며 IEEE 관심 분야의 기술, 엔지니어링, 과학 분야에서 뛰어난 공헌을 했거나 뛰어난 경력을 가진 개인 또는 최대 3명으로 구성된 팀에게 수여된다. 상은 금메달, 동메달 복제품, 증서, 미화 2백만 달러의 사례금으로 구성된다.
이 메달은 IRE(Institute of Radio Engineers)에서 "IRE Medal of Honor"로 제정되었다. 1963년 IRE가 미국전기공학회(AIEE)와 합병하여 IEEE를 결성하면서 IEEE 명예훈장이 되었다. IRE의 명예훈장은 IEEE의 최고 상으로 수여되기로 결정되었다. 1917년 미국 조각가 에드워드 필드 샌포드 2세(Edward Field Sanford Jr.)가 메달을 디자인했다.
첫 번째 수상자는 1917년 에드윈 하워드 암스트롱이었다. 2024년 기준 104명이 메달을 수상했으며 가장 최근 수상자는 로버트 칸이다. 2015년에 이 메달을 받은 여성은 밀드레드 드레슬하우스(Mildred Dresselhaus)뿐이다.

## 같이 보기
- 패러데이 메달